# Valentin Poénaru
Valentin Poénaru (n. 2 octombrie 1932, București) este profesor francez de matematică în cadrul Universității Paris-Sud.

## Biografie
Născut în România, și-a început studiile superioare la Universitatea din București.
În 1962, pe când se afla la Congresul Internațional al Matematicienilor din Stockholm, emigrează în Franța.
La 23 martie 1963 își susține teza de doctorat la Universitatea din Paris cu lucrarea intitulată Sur les variétés tridimensionnelles ayant le type d'homotopie de la sphère S3, sub îndrumarea profesorului Charles Ehresmann.
A lucrat în Statele Unite ale Americii, unde a petrecut patru ani în cadrul Universităților Harvard și Princeton, după care, în 1967 a revenit în Franța.

## Conjectura lui Poincaré
Dedică o bună parte a timpului său încercând să demonstreze conjectura lui Poincaré, prima sa încercare de acest fel datând încă din 1957.
În 2006, publică rezultatul acestor cercetări în arhivele ArXiv.